# Riccardo Frizza
Riccardo Frizza, né à Brescia le 14 décembre 1971, est un chef d'orchestre italien particulièrement connu pour son travail dans le répertoire de l'opéra italien,. Après ses débuts dans le Stabat Mater de Rossini au Rossini Opera Festival de Pesaro, il dirige dans les grands opéras d'Europe et des États-Unis, comme La Scala, La Fenice, l'Opéra de Paris, ou le Metropolitan Opera de New York.

## Carrière
Frizza commence ses études musicales à Brescia puis étudie sous Elisabetta Brusa au Conservatoire de Milan puis avec les chefs d'orchestre Gilberto Serembe à l'Académie de musique de Pescara et Gianluigi Gelmetti à l'Accademia Chigiana de Sienne. De 1994 à 2000, il est le chef d'orchestre principal de l'orchestre symphonique de Brescia, avant de faire ses débuts dans le Stabat Mater de Rossini au Rossini Opera Festival à Pesaro en 2001 ; il retourne au festival pour diriger Il Turco in Italia en 2002, Matilde di Shabran en 2004, et Adelaide di Borgogna en 2006. En 2006, il dirige pour la première fois aux États-Unis avec L'italiana in Algeri au Washington National Opera. Dans les années qui suivent, il dirige de grands opéras y compris au Metropolitan Opera dans Rigoletto (2009), à l'Opéra de Paris dans La Cenerentola (2012), à La Scala dans un opéra de Verdi peu joué, Oberto (2013), aux arènes de Vérone dans Rigoletto (2013), à La Fenice dans La traviata (2015) ou au Gran Teatre del Liceu dans L'Italiana in Algeri (2018).
Frizza est marié avec la soprano espagnole Davinia Rodiguez qu'il a rencontrée alors qu'il dirigeait L'elisir d'amore au festival d'opéra de Las Palmas en 2005. Ils ont une fille.

## Quelques enregistrements
- Martinů: Mirandolina – Orchestre philharmonique de Biélorussie, Riccardo Frizza (chef d'orchestre). CD, Supraphon, 2004
- Verdi: Nabucco – Orchestre et chœur du Teatro Carlo Felice, Riccardo Frizza (chef d'orchestre). DVD, Dynamic, 2005
- Donizetti: La Fille du régiment – Orchestre et chœur du Teatro Carlo Felice, Riccardo Frizza (chef d'orchestre). DVD, Decca, 2006[13]
- Rossini: Matilde di Shabran – Orquesta Sinfonica de Galicia, Riccardo Frizza (chef d'orchestre). CD, Decca, 2006[14]
- Rossini: Armida – Orchestre et chœur du Metropolitan Opera, Riccardo Frizza (chef d'orchestre). DVD, Decca, 2010
- Donizetti: Lucrezia Borgia –  Orchestre et chœur du San Francisco Opera, Riccardo Frizza (chef d'orchestre). DVD, Euroarts, 2013,
- Mozart: Don Giovanni – Orchestre et chœur du Teatro La Fenice, Riccardo Frizza (chef d'orchestre). DVD, C Major/Unitel Classica, 2014[15].